# 장영기 (배구인)
장영기(張永基, 1980년 6월 26일 ~ )는 대한민국의 전 프로 배구 선수이다. 2021년 현재 수원 현대건설 힐스테이트의 코치다.

## 선수 경력
경북체육고등학교에 재학할 때까지만 해도 세터 포지션이었으나, 한양대학교에 입학한 후 송만덕 감독을 만나 2학년 때부터 라이트로 전향하였다. 천안 현대캐피탈 스카이워커스로 입단한 후에는 레프트 포지션으로 전향하였다.
현대캐피탈에 입단한 후 주로 레프트 포지션에서 수비를 겸하는 역할을 하기도 했고, 당시 삼성화재의 77연승에 제동을 거는 데 기여하기도 하였다. 그 후 프로 리그가 출범하면서 그는 팀에 있어 중요한 역할을 하게 되는데, 특히 KT&G 2005~2006 V-리그에서는 그의 눈부신 활약으로 대전 삼성화재 블루팡스의 10연패(連覇)를 저지하는 데 일등 공신이 되기도 했다. 그는 기본기가 탄탄하여 현대캐피탈의 살림꾼으로 자리잡게 된다.
그러나 이후 2005-2006 시즌 동안의 과부하로 어깨 부상을 당하여 힐스테이트 2006~2007 V-리그 정규리그 대부분의 경기를 결장하다가 잠시나마 교체 선수로 나오기도 하였다. 하지만 챔피언결정전에서는 이렇다 할 활약을 보여주지 못했고, 시즌이 끝나자 공익근무요원으로 입대하게 되었다. 이후 복귀했지만 2012-2013 시즌 중 갑작스러운 컨디션 저하로 은퇴설이 나돌았고 결국 시즌 후 현역에서 은퇴하였다. 이후 안산 러시앤캐시 베스피드 배구단의 코치설이 들렸으나, 구단의 선수지원팀에서 프런트로 일했다.
2015년 5월 이호 감독의 부름을 받아 김천 한국도로공사 하이패스의 코치로 선임되었다.